# Dark Assassin
Dark Assassin (Brasil: Dragão Negro - O Guerreiro das Sombras ) é um filme estadunidense de 2007, do gênero ação, dirigido por Jason Yee.

## Sinopse
erek Woo está disposto a varrer as marginais das ruas de uma vez por todas. Mas um grupo de gângsters é brutalmente exterminado por um assassino misterioso e Derek passa a ser o principal suspeito da polícia. E diante dessa situação, pouco importa de que lado ele esteja. Agora terá que superar assassinos mercenários, acabar com os traficantes e a corrupção do lugar e, ainda por cima, provar sua inocência - tudo antes que os policiais consigam prendê-lo.

## Elenco
- Jason Yee ... Derek Wu
- Thomas Braxton Jr. ... Ray
- Sean Conant ... Prep
- Gary Henoch ... mafioso
- Myquan Jackson ... traficante de armas
- Cung Le ... o assassino
- Yao Li ... Homem de Buda
- Doug Marsden ... Det. Harris
- Yuisa Perez ... Gina
- Tony Todd ... Ghost
- Jimmy Sing Yee ... Old Tiger
- Jennifer L. Yen ... Kate